# Eric Goens
Eric Goens (Nieuwpoort, 21 april 1969) is een Belgische journalist, reportagemaker en zaakvoerder van Bargoens.

## Levensloop
Goens studeerde politieke wetenschappen aan het Institut d'études politiques in Parijs en journalistiek aan de Academie voor Journalistiek in Tilburg.
Als journalist startte hij bij De Morgen en ging vervolgens aan de slag bij Panorama/De Post. Van 1991 tot 2001 was hij sportverslaggever bij betaalzender Canal Plus, waar hij instond voor het commentaar bij de rechtstreekse verslaggeving van NBA-wedstrijden. Daarnaast was hij actief als journalist bij eerst Humo en nadien Bonanza.
In april 2001 werd hij samen met Bart De Poot hoofdredacteur van de VTM-nieuwsmagazines. Aanvankelijk leidde hij Telefacts, maar later ook programma's als Goedele, Het hart van Vlaanderen en Royalty. In 2003 werd hij samen met Stef Wauters hoofdredacteur van de VTM-nieuwsdienst, een functie die hij uitoefende tot hij in 2005 Klaus Van Isacker opvolgde als directeur informatie bij de commerciële televisiezender. In april 2011 werd hij in deze hoedanigheid opgevolgd door Nicholas Lataire. Daarna werkte hij één jaar voor Woestijnvis.
Hij werd na 2011 zaakvoerder van het productiehuis Het Nieuwshuis. In 2021 veranderde de naam van het bedrijf in Bargoens. Het productiehuis is  verantwoordelijk voor reportageprogramma's als Kroost (VIER), Het Huis (later Die Huis) (Eén), Molenbeek (Eén) Niveau 4 (VIER), Onze dochter heet Delphine (VIER/RTL) en Bargoens (Eén). Sinds 29 maart 2019 presenteert hij op Play Sports van Telenet Kantine, hierin ontvangt hij elke week een voetbalgast waarmee hij een uitgebreid gesprek zal hebben. In 2020 maakte hij op VTM het dagelijkse programma De Zomer Van, waarin 18 bekende Vlamingen gevolgd werden tijdens de coronacrisis. Bij de start van de Vlaamse streamingdienst Streamz lanceerde Het NieuwsHuis de achtdelige docu-reeks Dimitri Vegas & Like Mike. In 2020 kwam zijn documentaire-film De Stig uit in de Belgische bioscopen over de revalidatie van wielrenner Stig Broeckx en in 2021 de documentaire Miguel over de strijd tegen leukemie van doelman Miguel Van Damme. Het afscheid van de Nederlandse zanger Rob De Nijs Voor het laatst was te zien op Eén en Videoland. Nog in 2021 maakte Goens de vierdelige docu-reeks Salah, waarin aan de hand van getuigenissen van vrienden en kennissen van Salah Abdeslam de levensloop van de Frans-Belgische terrorist werd gereconstrueerd. In 2022 volgde de docu-reeks De 42 kinderen van de Goeroe op Streamz, over het verborgen leven van de Belgische sekteleider Edgard Doulière. Voor Helden van het internet ging hij op zoek naar mensen die haatberichten posten op sociale media. Hij confronteert hen met hun uitspraken en soms met de personen tegen wie deze gericht zijn. Het programma werd uitgezonden vanaf mei 2023 op Play4. De zevendelige reeks Gewoon Buitengewoon op VRT 1 behandelde de problematiek van het buitengewoon onderwijs. In Het Conclaaf (VTM), een vierdelige reeks over de Vlaamse en federale verkiezingen, debatteerde Goens in een Waals kasteel drie dagen lang met de kopstukken van de zeven Vlaamse partijen.
Vanaf 28 april 2025 presenteert hij van maandag tot en met donderdag op VTM de talkshow Bar Goens.

## Programma's
- Onze dochter heet Delphine (VIER/RTL, 2013)
- Kroost (VIER, 2014-2016)
- Karen en De Coster (VIER, 2015)
- Het Huis (Eén, 2015-heden)
- Molenbeek (Eén, 2016)
- Niveau 4 (VIER, 2016-heden)
- Bargoens (Eén, 2017-heden)
- Afscheid (Eén, 2018)
- Trafiek Axel (VIER, 2019)
- Cold Case: Wie heeft Sally vermoord? (VTM, 2019)
- Help, mijn borsten staan online! (VIER, 2020)
- Help, mijn kind kijkt porno (VIER, 2020)
- Het Parket (VIER, 2020)
- #Corona2020 (VIER, 2020)
- De zomer van (VTM, 2020)
- Club Flo (vtm, 2020)
- Dimitri Vegas & Like Mike (2020)
- BDW (Eén, 2021)
- Salah (Eén, 2021)
- Later als ik groot ben (VTM, 2021)
- Flikken BXL (VTM, 2021)
- De Stig (Kinepolis, 2021)
- Miguel (één, 2021)
- Voor Het Laatst, Rob de Nijs (één/Videoland, 2021)
- Bariloche (Canvas, 2022)
- Spartacus Run (VTM, 2022)
- De 42 kinderen van de Goeroe (Streamz, 2022)
- Helden van het internet (Play4, 2023)
- Jacques en Urbain op Wereldtournee (VTM, 2023)
- Gewoon Buitengewoon (Eén, 2023)
- Mijn Eerste Reis (Eén, 2024)
- Weg naar Parijs (Eén, 2024)
- Het Conclaaf (VTM, 2024)
- Het Conclaaf 2024 (VTM, december 2024)

## Varia
- In 2015 werd Goens onderscheiden met de tweejaarlijkse Sabam-award voor het documentaire-programma Kroost.
- In 2016 werd Goens genomineerd voor de Prix d'Europe, voor de vierdelige documentaire-reeks 'Molenbeek'
- In 2017 werd Goens benoemd tot ereburger van Koksijde.[12]
- Goens zetelt sinds 2019 in de raad van bestuur van de International Polar Foundation, die op Antarctica het Belgische wetenschappelijke onderzoekscentrum, de Prinses Elisabethbasis, beheert. Hij is sinds 2019 ook voorzitter van de raad van bestuur van vzw BELARE, dat zich richt op de logistieke voorzieningen van de Belgische basis op Antarctica.
- In 2024 werd Goens genomineerd voor de Rose d'Or, een van de meest prestigieuze televisieprijzen ter wereld, voor de docu-reeks Het Conclaaf (vtm). De reeks wordt in 2024 ook genomineerd voor de Ha van Humo.
- In 2025 wint Goens de Kastaar! voor meest impactvolle programma op de Vlaamse televisie met de docu-reeks Het Conclaaf (vtm).